# 17 Carat
《17 CARAT》是韓國男子組合SEVENTEEN的首張迷你專輯並出道專輯，由WOOZI以及PJR Entertainment的桂範洙（BUMZU）擔任製作人，其他成員們共同參與作詞和編舞，展現組合清新活潑面貌。由Pledis娛樂企劃，LOEN娛樂於2015年5月29日發行，主打曲為〈아낀다（Adore U）〉。

## 概述
主打歌為〈아낀다（Adore U）〉，是一首時下流行的Funky Pop舞曲，有著明亮、輕快、琅琅上口的旋律，包含著少年的青澀感，是一首通過描述少年的愛慕而製成的歌曲。主打歌亦成為隨後的專輯主打歌的序曲，故事關於一個男孩墜入愛河，追求一個女孩的愛情故事。 
其中〈Shining Diamond〉為專輯的先行曲，曾在SEVENTEEN的實境節目《SEVENTEEN PROJECT：出道大作戰》中演出。
而〈20〉曾用作韓國網路漫畫《戀愛革命》的BGM（背景音樂），使此專輯除了主打歌外，有了更多被知曉的機會，也獲得大眾喜愛。參與〈20〉作詞作曲的WOOZI說，在10代、20代、30代中，20代象徵著開始，希望在聽到這首歌時，同齡的20代能夠產生共鳴，一起感受那份悸動，而10代能夠對即將到來的未來抱有憧憬，至於30、40代甚至是更大的人們，能想起當初青春的那份悸動，因此將這首歌命名為〈20〉，希望在這首歌輕鬆的氛圍下，能讓各年齡層感受到這種情感；這首歌還包含了「開始新的一天」的意義。
在公開的封面照中，可以看到把鑽石的結晶形象化，代表著SEVENTEEN成員們由原石成為閃閃發亮的鑽石，而首張專輯共收錄五首歌曲，是在SEVENTEEN成員們的眾多自創曲中選出來的。
該專輯有兩個版本：一個版本具有「黑色」主題的全員照片卡，另一版本具有「白色」主題的全員照片卡，並包括一張折疊歌詞海報和CD。

## 排行榜及銷售
曾登上南韓 Gaon Chart 的第四十七位和取得美國Billboard的「世界專輯榜」第九位。

## 曲目
| 曲序     | 曲目                        |                                    | 作曲                       | 编曲                                              | 时长  |
| -------- | --------------------------- | ---------------------------------- | -------------------------- | ------------------------------------------------- | ----- |
| 1.       | Shining Diamond             | WOOZI S.coups Vernon Kim Min-jeong | WOOZI MasterKey Rishi      | MasterKey Rishi                                   | 3:24  |
| 2.       | Adore U（아낀다）           | WOOZI Vernon S.coups BUMZU         | WOOZI BUMZU Yeon Dong-geon | WOOZI （页面存档备份，存于） BUMZU Yeon Dong-geon | 3:07  |
| 3.       | Ah Yeah（Hip-hop Team）     | WOOZI S.coups 圓佑 玟奎 Vernon     | Cream Doughnut Rishi       | Cream Doughnut Rishi                              | 3:29  |
| 4.       | Jam Jam（Performance Team） | WOOZI Hoshi Dino Vernon            | WOOZI Cream Doughnut       | Cream Doughnut                                    | 3:25  |
| 5.       | 20（Vocal Team）            | WOOZI 鄰里兄（동네형）             | WOOZI 元榮憲（원영헌）     | 元榮憲（원영헌） 鄰里兄（동네형）                 | 3:23  |
| 总时长： | 总时长：                    | 总时长：                           | 总时长：                   | 总时长：                                          | 16:18 |

## 銷量
| 國家 | 排行榜       | 年份   | 銷量    |
| 韓國 | Circle Chart | 2015年 | 52,738+ |